# Јован Апел
Јован Апел (Бад Нојенар-Арвајлер, Немачка 1832 – Београд, 21. јануар 1907) је био српски индустријалац и закупник рудника.

## Биографија
Порекло води из Немачке, из места Бад Нојенар-Арвајлер, рођен 1832, док је у Србију дошао са знатним финансијским капиталом где је 1865. године отворио ручну пивару у Алексинцу. Био је римокатолик под именом Јозеф Апел, пре него што је примио православље и након неког времена постао познат као Јован Апел.
Након ослобођења Ниша од Турака саградио је парну пивару 1884. године у Нишу, у коју је пренео све уређаје из Алексинца. Она се налазила у подножју брда Горице поред саме железничке станице, и пословала је под именом „Пивара Јована Апела и синова“. Уз њу је отворио и велику пивницу. Производила је 20 хектолитара пива дневно. За потребе пиваре купио је од Турака шест хектара земље. Ово земљиште било је једно од три највећа земљишна поседа који су власници из других места поседовали у атару Ниша. Касније је земљиште проширио.
По њему је касније читав крај добио назив „Апеловац“. Пиварама је управљао све до смрти 1907. године када су пиваре у Алексинцу и Нишу наследили синови Јосиф (1872—1927) и Хуберт. Организујући се на нов начин, они су се 1900. године из Алексинца преселили у Ниш и пивару у Алексинцу трансформисали у фабрику слада а пивару у Нишу, која је носила назив „Апеловац“, осавременили па је поред пива производила и вештачки лед.
Данас једна марка нишког пива носи име „Апел“.